# Trichostomum grimmioides
Trichostomum grimmioides là một loài rêu trong họ Pottiaceae. Loài này được (Müll. Hal. ex E. Britton) Müll. Hal. mô tả khoa học đầu tiên năm 1897.